# Centerburg
Centerburg ist ein Village in Knox County im US-Bundesstaat Ohio. Das U.S. Census Bureau hat bei der Volkszählung 2020 eine Einwohnerzahl von 1690 ermittelt.

## Geographie
Umgeben wird Centerburg von Sparta im Norden, von Homer im Osten, von Johnstown im Süden und von Kilbourne im Westen.

## Persönlichkeiten
- Earl Griffith (1887–1940), Zeitungsverleger und Politiker